# スノーブラザーズ
『スノーブラザーズ』（Snow Bros.、英語: Snow Bros. - Nick & Tom）は、東亜プランが開発し1990年4月より稼働したアーケード用固定画面アクションゲーム。
後に家庭用ゲーム機などに移植されたほか（#移植版）、韓国で人気を博してリメイクされ（#リメイク版）、日本でも東亜プランの版権を継承する株式会社TATSUJINが、2023年9月に本作を3DでリメイクしたPlayStation 4、PlayStation 5、Nintendo Switch用の『スノーブラザーズ ワンダーランド』を発表され翌年11月28日に発売された｡
続編としては1994年に『おてんきパラダイス』（副題：スノーブラザーズ2）がリリースされ、2023年にはGRAVITYによってリメイク版の『スノーブラザーズ2 スペシャル』が発表された。

## ゲーム内容
雪だるまである主人公のニックおよびトムを操作し、攫われた女王を救出するために敵を雪玉にして倒していくという内容。横視点（サイドビュー）2Dタイプのグラフィックで描画されているが、基本的に通常プレイ中はスクロールせずに1画面内でゲームが展開する。シューティングゲームの老舗として広く知られた同社がそれまでに発売してきた作品とは明らかに一線を画する。

### システム
以下の3種類のアクションにより構成される。
- レバー操作で自機を左右に移動、およびボタン1でジャンプ。
- 敵キャラクターをショット（ボタン2）で雪玉に固め､それを蹴飛ばして倒す[2]。
- もしくは、その雪玉を転がしている最中に、他の敵キャラクターを巻き込み、倒す。

巻き込まれて倒された敵キャラクターはアイテム・寿司のどちらかが出る（ネタによって得点が異なる）。
更に1個の雪玉で画面上の敵を一掃すると上から「ご祝儀袋」として1万点のアイテムが降ってくる（連鎖的に他の雪玉を巻き込んでも良い。また、祝儀袋の個数はステージにより異なる）。
また、敵を閉じ込めた雪玉は押して移動させることができるほか、雪玉に乗ってジャンプすることができる。これを利用して普通のジャンプでは届かないところに移動できる。さらに、雪玉に巻き込まれた直後は、一定時間無敵。
それぞれのステージ最終面にはボスキャラが登場し、雪玉を規定回数当てると面クリア。1ステージは10面、全5ステージで全50面。

### アイテム
- 赤：自機のスピードアップ
- 黄：ショットの射程が長くなる
- 青：ショットのパワーアップ
- 緑：一定時間巨大になり、無敵
- プレイヤーの顔マーク：一時的に敵の動きが止まった後に、別の4匹の丸形モンスターが現れる。雪玉にすると文字が浮かび上がり、蹴り飛ばすとその文字が手に入る（モンスターを雪玉でひき殺した場合は無効）。「S」「N」「O」「W」と集めると1UP。

## 移植版
| No. | タイトル                 | 発売日                                                 | 対応機種               | 開発元              | 発売元                            | メディア                                | 型式                          | 備考 | 出典                          |
| --- | ------------------------ | ------------------------------------------------------ | ---------------------- | ------------------- | --------------------------------- | --------------------------------------- | ----------------------------- | --- | ----------------------------- |
| 1   | スノーブラザーズJr.      | 1991年5月24日 1992年1月 1992年                         | ゲームボーイ           | 東亜プラン          | ナグザット カプコンUSA カプコン   | ロムカセット                            | DMG-SJJ DMG-SJ-USA DMG-SJ-UKV | 全体の面数が全60面に変更されている。 |                               |
| 2   | スノーブラザース         | 1991年12月6日 1991年                                   | ファミリーコンピュータ | 東亜プラン          | 東亜プラン カプコンUSA            | 2メガビットロムカセット                 | TOA-7L                        | 東亜プランが発売した唯一のファミコンソフト。 |                               |
| 3   | スノーブラザーズ         | 1993年5月28日                                          | メガドライブ           | 東亜プラン          | テンゲン                          | 8メガビットロムカセット                 | T-48083                       | 全7ステージ・全70面に変更されている。 ステージ5クリア時にプリプリ姫とプチプチ姫を救出するかわりに 主人公のニックとトムが敵に捕まり、以後は姫が操作キャラクターになる。 |                               |
| 4   | スノーブラザーズ         | 2019年9月19日 ※ 東アジア圏でも同日現地バージョンが発売 | メガドライブ ミニ      | エムツー ※ 移植担当 | セガゲームス ※ 本体自体の発売会社 | プリインストール                        | -                             | メガドライブ版の移植。 本体にあらかじめインストールされた42作品の1つとして収録。                                                                                       | [ 4 ] [ 5 ] [ 6 ] [ 7 ] [ 8 ] |
| 5   | Amusement Arcade TOAPLAN | INT 2024年11月16日                                     | iOS Android            | TATSUJIN            | TATSUJIN                          | ダウンロード （App Store、Google Play） | -                             | アーケード版の移植 東亜プラン制作のゲーム25本をカップリング。 |                               |

「メガドライブ ミニ」版に関してはオリジナルメーカーが「テンゲン」と紹介されているが、東亜プランの知的財産権（IP）は現在「株式会社TATSUJIN」が運用しており、この会社からのライセンスを得て収録されている（詳細については「東亜プラン」の項を参照）。
なお、日本国内ファミコン版のタイトルは「スノーブラザース（ズではない）」（アルファベットでの綴りは他機種と同じ）となっている。

## リメイク版
韓国では本作がゲーセンどころかファミレスにも置かれるほど人気を博したことから、2017年には韓国のモバイルアプリ企業のMobirixによってスマートフォン用ゲームアプリ『スノーブラザーズCLASSIC』がリリース、2022年5月19日には韓国の大手メディア企業のテウォンメディアによって本作のリメイクとなる『スノーブラザーズ スペシャル』がNintendo Switch向けに発売された。

## スタッフ
ファミリーコンピュータ版
- 企画：古川裕章
- キャラクター・デザイン：清水由美子、ないとうさなえ、たかだゆうこ
- 音楽：太田理、上村建也、すずきみきこ
- チーフ・プログラマー：曽木洋一
- プログラマー：さいとうけいいち、はまだのりひと、かわむらみさこ
- スペシャル・サンクス：マイム・モンタナ、NANNINI MASAKO
- ディレクター：高野健一

## 反響
プレイヤーの評価は概して悪くなかったが、当時はあまり話題にならなかった。しかしメーカーが倒産してからは隠れた秀作と一部で見なされていたこともあって、ファミコン版やメガドライブ版、ゲームボーイ版などのソフトにプレミア価格が付き、特にゲームボーイ版は箱付き良品が15000円で販売されていることが2017年の報告で明らかになった。

### 評価
アーケード版
ゲーム誌『ゲーメスト』（新声社）誌上で行われていた「第4回ゲーメスト大賞」（1990年度）において年間ヒットゲーム48位を獲得した。
ゲームボーイ版
ゲーム誌『ファミコン通信』の「クロスレビュー」では合計23点（満40点）、『ファミリーコンピュータMagazine』の読者投票による「ゲーム通信簿」での評価は以下の通り19.7点（満30点）となっている。
| 項目 | キャラクタ | 音楽 | お買得度 | 操作性 | 熱中度 | オリジナリティ | 総合 |
| 得点 | 3.6        | 3.1  | 3.3      | 3.2    | 3.3    | 3.3            | 19.7 |
ファミリーコンピュータ版
ゲーム誌『ファミコン通信』の「クロスレビュー」では合計24点（満40点）、『ファミリーコンピュータMagazine』の読者投票による「ゲーム通信簿」での評価は以下の通り19.7点（満30点）となっている。
| 項目 | キャラクタ | 音楽 | お買得度 | 操作性 | 熱中度 | オリジナリティ | 総合 |
| 得点 | 3.5        | 3.2  | 3.1      | 3.4    | 3.3    | 3.2            | 19.7 |
メガドライブ版
- ゲーム誌『ファミコン通信』の「クロスレビュー」では7・5・6・5の合計23点（満40点）となっている[13]。
- ゲーム誌『メガドライブFAN』の読者投票による「ゲーム通信簿」での評価は以下の通り20.0点（満30点）となっている[16]。

| 項目 | キャラクタ | 音楽 | お買得度 | 操作性 | 熱中度 | オリジナリティ | 総合 |
| 得点 | 3.9        | 3.3  | 3.2      | 3.4    | 3.2    | 3.0            | 20.0 |
- ゲーム本『メガドライブ大全』（2004年、太田出版）では、メルヘンチックな絵本を思わせるデモ画面にハードロックのようなBGMが使用されている事に関して「へんてこな取り合わせが東亜プランらしい」と指摘、さらに主人公がいかり肩である事やアイテムに寿司がある事、スピードアップアイテムの取得により主人公たちが手足を忙しなく動かす様に関しては「奇妙な味わいを覚えると病みつきに」と肯定的に評価した他、さらわれたお姫様が戦うステージが追加されている点や、パスワードコンティニュー制になっている事に関しても肯定的に評価した[18]。